# Palidez
La palidez es una pérdida anormal del color de la piel normal o de las membranas mucosas.
La palidez de la piel probablemente no sea una afección grave y no requerirá tratamiento, a menos que también se presente en los labios, la lengua, las palmas de las manos, el interior de la boca o en el revestimiento de los ojos. La palidez generalizada afecta todo el cuerpo y se observa más fácilmente en la cara, el revestimiento de los ojos, el interior de la boca y en las uñas. La palidez localizada suele afectar a una sola extremidad. La facilidad del diagnóstico de la palidez varía con el color de la piel y con el grosor y la cantidad de vasos sanguíneos en el tejido subcutáneo. En personas rubias o pelirrojas puede ser normal. En ocasiones, solo se trata de una pequeña aclaración del color de la piel, puede ser muy difícil de detectar en una persona de piel oscura y algunas veces, se hace notoria solo en el revestimiento de los ojos y de la boca.
La palidez puede ser el resultado de una disminución en el riego sanguíneo a la piel (frío, desmayo, shock, hipoglucemia) o una reducción en el número de glóbulos rojos (anemia), es distinta a la pérdida del pigmento cutáneo, está relacionada con el flujo de sangre en la piel en lugar del depósito de melanina en esta parte del cuerpo.

## Causas de la palidez

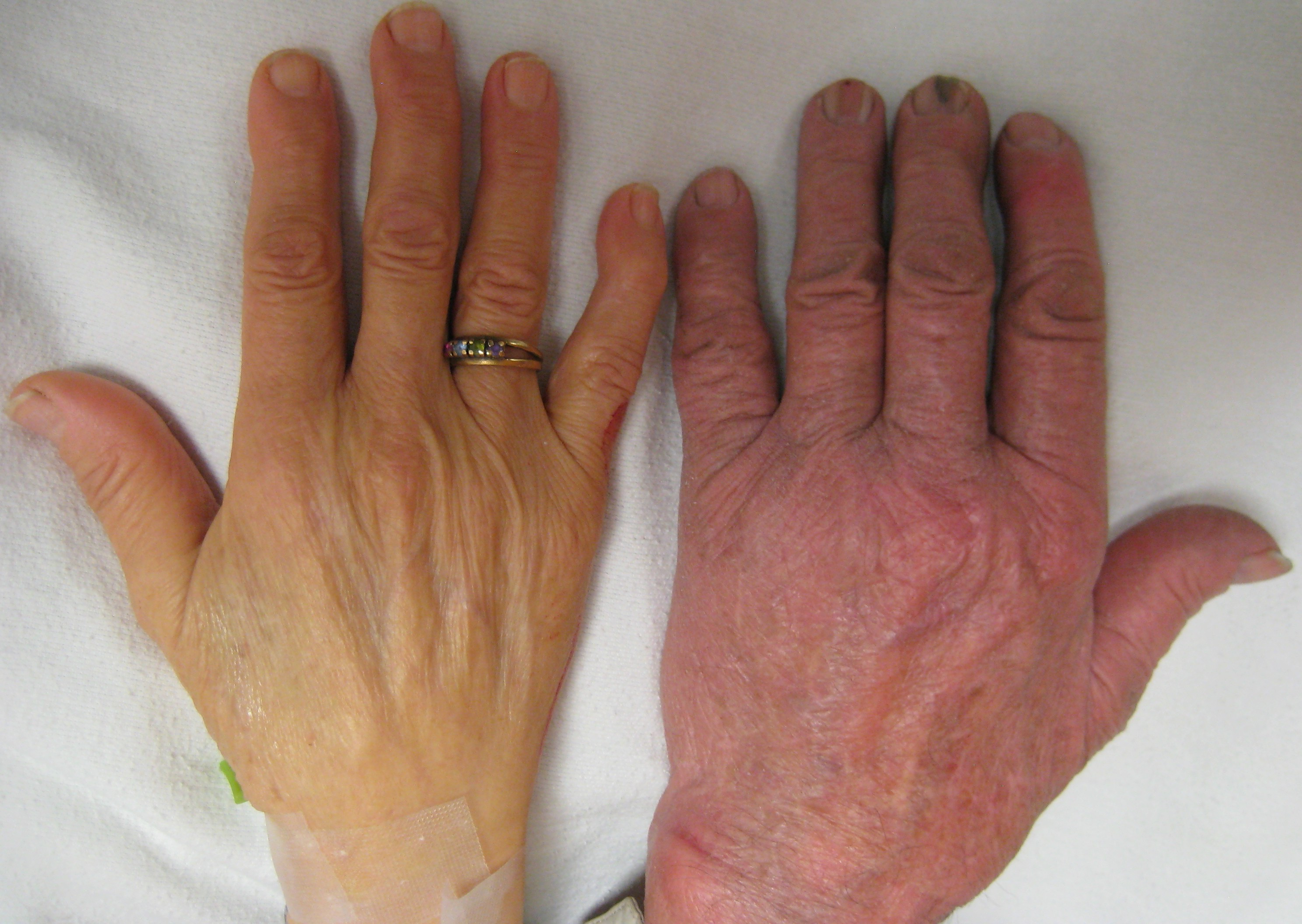
Una mano mostrando palidez.

- Falta de exposición al sol (es más sano estar pálido que bronceado)
- Anemia (pérdida de sangre, mala nutrición o enfermedad subyacente)[3]
- Shock
- Congelación
- Enfermedad celíaca[3]
- Insuficiencia cardíaca en lactantes[4]
- Enfermedades crónicas incluyendo infección y cáncer[3]
- Infección y mala tolerancia cardiovascular a ella (para palidez con piel amoratada)[2]